# Регіу (комуна)
Регіу (рум. Reghiu) — комуна у повіті Вранча в Румунії. До складу комуни входять такі села (дані про населення за 2002 рік):
- Валя-Мілковулуй (276 осіб)
- Жгябурі (88 осіб)
- Піску-Регіулуй (41 особа)
- Регіу (324 особи)
- Реюць (164 особи)
- Урсоая (226 осіб)
- Фаркаш (190 осіб)
- Шиндріларі (1348 осіб)

Комуна розташована на відстані 162 км на північ від Бухареста, 25 км на захід від Фокшан, 98 км на північний захід від Галаца, 99 км на схід від Брашова.

## Населення
За даними перепису населення 2002 року у комуні проживали 2657 осіб. За віросповіданням усі жителі комуни — православні.
Національний склад населення комуни:
| Національність | Кількість осіб | Відсоток |
| -------------- | -------------- | -------- |
| румуни         | 2656           | > 99,9%  |
| угорці         | 1              | < 0,1%   |

Рідною мовою назвали:
| Мова      | Кількість осіб | Відсоток |
| --------- | -------------- | -------- |
| румунська | 2656           | > 99,9%  |
| угорська  | 1              | < 0,1%   |